# Емил Джасим
Емил Джàсим е български учител по история, общественик и активист, участник в образователни инициативи и публични дебати по исторически и обществени теми.

## Биография
Емил Джасим е роден в София през април 1982 г. в семейството на българка и иракчанин с българско гражданство. Проявява интерес към историята от ранна възраст. Завършва НГДЕК „Константин-Кирил Философ“, където дипломната му работа разглежда концепцията за властта в средновековна България до управлението на цар Симеон I и в Халифата, с оглед на възможния съюз между двете държави. Продължава обучението си със специалност „История“ в Софийския университет, като се дипломира през 2005 г.

## Професионална дейност
Под влияние на гимназиалната си учителка по история Веселина Вачкова се насочва към преподавателската дейност още по време на следването си в СУ. През 2005 г. започва работа като учител по история в НГДЕК. Според публикации в медиите напуска учебното заведение след няколко години. През 2015 г. преподавател по история в 18-о СОУ „Уилям Гладстоун“. От 2016 г. преподава в Международно училище „Увекинд“ в столицата.
През 2006 г. става външен експерт към създадения от Цветан Цветански и Петър Цветков Център за образователни инициативи. От 2014 до 2017 г. заема длъжността на програмен директор в центъра. В тази роля участва в разработването на платформата за електронно обучение u4ili6teto.bg, използвана в над 15 училища и от над 700 обучени учители.
Също така координира проекта-конкурс за ученически късометражни филми ReporTeen, насочен към развиване на гражданската активност сред младежите.
Участва в множество проекти, свързани с учителска квалификация и прилагане на иновативни образователни практики. Автор е на редица публикации в различни онлайн и печатни издания, включително списание „Еуропео“, вестник „Капитал“, в. „168 часа“ и Клуб Z. През 2022 г. публикува свой разказ в сборника „Най-доброто от „Пощенска кутия за приказки“.

## Признания и награди
През 2014 г. е включен в класацията „40 до 40“ на Дарик радио, която отличава млади българи с принос в обществения и културен живот.

## Обществена и политическа дейност и скандали
През 2016 г. предизвиква реакции в медиите след свое изказване на форума TEDxBG (12 декември 2014 г.), свързано с националните теми за Васил Левски и Баташкото клане. Темата предизвиква серия от критични медийни публикации и публичен дебат, в който е обвинен в антибългарска пропаганда и гавра с исторически личности. През 2017 г. е нападнат физически на улицата.
През 2019 г. печели дело срещу сайта „ПИК“ за клевета. Софийският градски съд постановява, че не е използвал обидни квалификации спрямо Левски.
През 2017 г. е избран за член на Националния съвет на новосформираната партия „Да, България“, но го напуска през март 2021 г. след онлайн скандал, породен от заплахи на Джасим срещу човек, неодобрил позициите му.